# Run the World (Girls)
Singles de Beyoncé
Telephone
(2010) Best Thing I Never Had
(2011)
Run the World (Girls) est une chanson de la chanteuse américaine Beyoncé. Ce titre sur l'« émancipation des femmes » est écrite par The-Dream, Beyoncé, Nick van de Wall, Wesley Pentz, David Taylor, et Adidja Palmer et est produite par Switch, Beyoncé et Shea Taylor. À l'origine supposé être intitulé Girls (Who Run the World), une démo inédite de la chanson est divulguée sur le net le 18 avril 2011. Plus tard, le 21 avril 2011, elle sort comme le premier single de son album studio 4.
Run the World (Girls) sample fortement Pon de Floor de Major Lazer et suit le même genre de hip-hop alternatif/dancehall qui est mixé avec le son pop et R'n'B de la chanteuse. Le titre et les paroles de la chanson contiennent un message convaincant et déterminé sur l'émancipation des femmes.
Run the World (Girls) divise les critiques avec certains d'entre eux qui complimentent l'échantillon de la chanson ainsi que l'agressivité de Beyoncé tandis que d'autres critiquent la direction musicale de la chanson. Plusieurs critiques comparent la piste à d'autres singles sur l'émancipation des femmes sortis par Beyoncé comme Independent Women en 2000, Single Ladies (Put a Ring on It) en 2008, et Diva en 2009, en déclarant que Run the World (Girls) prend une approche plus directe et assertive envers l'émancipation des femmes. Le single prend seulement la 29e position du Billboard Hot 100 américain. Sa réception commerciale est meilleure en Océanie et dans quelques pays européens. Il entre dans le top dix en Australie, en Belgique, en Japon, aux Pays-Bas, en Nouvelle-Zélande, en Norvège, en Écosse et en Corée du Sud. Run the World atteint aussi le top vingt au Canada, en France, en Irlande, en Italie, et au Royaume-Uni.
Le clip vidéo qui accompagne le single est réalisé par Francis Lawrence et a été filmé en Californie en l'espace de trois jours. Un aperçu de la vidéo est révélé sur le site web officiel de Beyoncé le 20 avril 2011 et décrit la vidéo comme une « B Revolution ». Dans une interview avec MTV News, le réalisateur Francis Lawrence décrit le clip vidéo comme « un des plus grands clips vidéos de Beyoncé jamais vus » en le comparant à celui de Bad Romance de Lady Gaga de 2009. La vidéo reçoit généralement des critiques élogieuses avec la critique musicale commentant que Knowles commence une révolution de danse et favorise en outre les images fortement chorégraphiés du clip. Beyoncé fait la promotion de la chanson dans des prestations en direct de haut niveau lors notamment des Billboard Music Awards 2011 et sur le X Factor français. Même si sa prestation aux Billboard Music Awards est bien accueillie par la critique, elle alimente une certaine controverse, concernant la production qui ressemble pour certains points à celle fait par la star de la pop italienne Lorella Cuccarini en février 2010 au 60e festival de San Remo qui a eu lieu en Italie.

## Genèse
Dans une interview avec The Capital FM Network début mars 2011, le producteur Shea Taylor confirme que le « premier single est énorme et sera présenté pour la première fois à la fin avril ». Run the World est écrite par Beyoncé et Terius Nash et est produite par la chanteuse, Switch et Taylor. Diplo a également contribué à la production de la chanson même s'il n'est pas crédité sur la piste. La chanson était à l'origine appelée selon la rumeur Girls (Who Run the World). Le 14 avril 2011, deux extraits de la chanson sont disponibles sur Internet, tandis qu'une démo inachevée de Run the World (Girls) a fuité sur le net le 18 avril 2011.
Après avoir été reçue le Millennium Award de Billboard au début mai 2011 en reconnaissance de sa carrière et de son influence dans l'industrie musicale, Beyoncé est approchée par le magazine mensuel pour une interview dans laquelle elle discute de sa carrière en tant qu'artiste solo et de son quatrième album solo à venir. Quand elle est interrogée sur l'audace de Run the World, Beyoncé répond:

« C'est certainement plus risquée que quelque chose d'un peu plus... simple. Je venais juste d'écouter la chanson et j'ai adoré ce qui était si différent: ça sonne un peu africain, un peu électronique et futuriste. Cela m'a rappelé ce que j'aime, qui est le mélange de différentes cultures et époques— les choses qui normalement ne vont pas ensemble— et créer un nouveau son. Je ne peux jamais être sûre; j'ai toujours essayé d'aller à contre-courant. Dès que j'accomplie une chose, je définis un objectif plus élevé. C'est comme ça que je suis arrivée à l'endroit où je suis. »

— Beyoncé, 

## Sortie
À cause des fuites en ligne, la sortie de Run the World (Girls) est précipitée,. Run the World (Girls) est diffusée pour la première fois sur les radios américaines le 21 avril 2011 à 8 heures (heure de la côte est américaine) et est disponible en téléchargement sur les iTunes Stores du monde entier le même jour. Selon certains rapports, le single a fui sur iTunes gratuitement quelques heures avant sa sortie officielle. Il a été brièvement disponible en téléchargement gratuit sur le service de podcast Concrete Loop. Il arrivera sur les radios mainstream, urban et urban adult contemporaines américaines le 26 avril 2011,. Selon MTV News, Run the World est très bien reçu par les fans de Beyoncé sur Twitter.

### Pochette
La pochette de Run the World (Girls) a été dévoilée le 20 avril 2011, soit la veille de la sortie officielle de la chanson. Sur la pochette, Beyoncé prend une pose effrontée en étant debout sur le sable. Avec son poing en l'air et des protections à l'avant-bras, elle porte une robe drapée jaune Emilio Pucci qui est coupée à la hanche et des bottes à aiguilles noires. Le fond de la photo semble être comme une enceinte de temple. Le Los Angeles Times indique les photos montrent une « zone de guerre post-apocalyptique qui donne sur une coiffure élaborée et dorée et tient un drapeau rouge qui arbore un B noir. ». La photo a été prise le 14 avril 2011.
Tray Hova de Vibe complimente la pochette du single en déclarant que Beyoncé est « resplendissante comme l'enfer » sur la pochette et dit en plus que « personne ne se plaint sur la saison de Beyoncé ici ». De la même façon, Eleanor Young qui écrit pour Marie Claire trouve la pochette « brûlante ». D'autre part, Becky Bain de Idolator donne un avis négatif à propos de la pochette en la décrivant comme « assez décevante ». Bain continue en déclarent avec une chanson « balistique, un feu d'artifice de club au somment » comme Run the World (Girls), elle s'attendait à quelque chose de plus qu'une photo du corps de Beyoncé. Bain critique la pochette sur la confusion du lieu où la photo a été prise en disant « Où diable est-elle ? Sous une autoroute? À la plage ? », toutefois elle complimente Beyoncé sur le choix des talons aiguilles en disant que c'est une « affaire sérieuse ».

## Composition
Run the World est une chanson R'n'B et pop et est décrite comme un « feu d'artifice club » par Jocelyn Vena de MTV News et comme une « chanson sur l'émancipation des femmes et le girl power » comme plusieurs des anciens singles de Beyoncé dont Independent Women avec les Destiny's Child en 2000 ou encore Single Ladies (Put a Ring on It),. Shea Taylor dit que la piste est plus proche de la pop que du R'n'B, et rappelle le meilleur de Michael Jackson. La chanson génère également des influences dancehall dans la tradition de Get Me Bodied de 2007. La « grande énergie » de la chanson contient des éléments de go-go et Run the World échantillonne la chanson de club populaire, Pon De Floor de Major Lazer, Afrojack et Vybz Kartel,. La piste se compose de lourds synthés douloureux et d'un battement de tambour quasi-militaire sur lesquels Beyoncé chante. En outre, le début de la chanson est décrite comme « dégoûtante ». Les percussions sont représentées dans la chanson par l'intense style du groupe des batteries,. En plus, Johnston Breihan de The Village Voice compare la chanson à des chants scolaires à cause de ses « rythmes pour encourager les équipes » et à l'utilisation répétée du mot « filles ». Plusieurs critiques musicaux dont Kathy McCabe du Daily Telegraph compare la chanson à Single Ladies (Put a Ring on It) et Diva.
Comme l'a déclaré Rap-Up, Beyoncé exerce son pouvoir sur les hommes dans Run the World. Lamb décrit les paroles de la chanson comme une déclaration manifeste que les femmes, en fait, dominent le monde. Run the World est ouvert avec une brève intro au piano et un important rythme club avec Beyoncé qui chante : « Filles! / Nous dirigeons ces mecs / Filles! / Qui dirigent le monde »,. Ensuite, le rythme décolle et des chants auto-tunés en boucle complètent l'accroche qui est un exercice de question-réponse. Quand Beyoncé demande « Qui dirige le monde [?] », elle demande la bonne réponse « Les filles  ! ». Comme l'a déclaré Jocelyn Vena de MTV News, Beyoncé commence alors le premier couplet  « dans un style un peu agité [et] emphatique » avec des paroles qui sonnent comme « un avertissement à n'importe lequel de ses ennemis »: « Certains de ces hommes pensent qu'ils voient ce que nous faisons / Mais non ils ne le font pas / Faites vos chèques pour qu'ils vous viennent au cou / Ils nous ne manquerons pas de respect [...] Cela va à toutes les filles qui se balancent en dernière dans les clubs / Qui l'achètera pour eux et obtiendrait plus d'argent plus tard [...] »,. Brièvement, elle fait une transition vers un chant plus lisse, plus persuasive mais toujours vantard, elle chante : « Je pense que j'ai besoin d'un coiffeur/ Aucun de ces mecs ne peuvent se battre avec moi/Je suis si bien avec ça/Je vous rappelle que je suis tellement voyou avec cela [...]. »,. La chanson présente alors une rupture qui sert de pont. Après avoir chanté le pont avec des paroles qui ont des harmonies visqueuses et avec une voix sensuelle où Beyoncé affirme que sa « persuasion peut bâtir une nation », elle délivre les paroles de l'accroche répétitive qui sert également de refrain. Dans le second couplet, Beyoncé fait référence à la façon dont l'éducation rend les femmes fortes et indépendantes : « Je représente les filles qui sont dans le monde entier / Faites-moi lever un verre pour les diplômées de l'université [..] », et demande au sexe opposé d' « accepter s'il vous plaît mon éclat »,. Elle chante même les louanges des femmes qui sont « assez intelligentes pour faire des millions, assez fort pour mettre à nu  [sic] les enfants, puis pour se remettre au travail ». Comme le déclare Jocelyn Vena de MTV News, Beyoncé chante dans un style staccato dans le second couplet de la chanson. Elle chante ensuite encore le refrain après le pont. Enfin, le chant de la chanteuse disparaît dans un effet fondu quand la chanson se termine.

## Réception critique
Amos Barshad qui écrit pour New York Magazine décrit Run the World (Girls) comme « une sorte de monstre — vigoureuse et intense et totalement engagé ». Il trouve la chanson « expressive » et estime que comme un premier single, elle est « franchement efficace ». Après la première diffusion officielle de la chanson, Rap-Up décrit le rythme de la chanson comme « hypnotisant ». Matt Donnelly du Los Angeles Times compare la piste à plusieurs anciens singles de Beyoncé en déclarant que la chanson est « plus dure » que Independent Women Part 1 mais ne contient pas le chic futuriste et courageux de Diva. Latifah Muhammad de  The Boombox de AOL estime que musicalement la chanson prend un parcours différent pour Beyoncé en disant que le single est beaucoup plus agressif et plus convaincant dans le message que porte les paroles que dans Single Ladies (Put a Ring on It). Muhammad continue en complimentant le rythme de Run the World en disant que Beyoncé reste « drapé convenablement » sous le rythme insistant de la chanson. Jenna Clarke du Sydney Morning Herald écrit que le single est une « piste avec un son infectieux » qui a un rythme dance entraînant avec des paroles sur l'émancipation. Elle écrit également que la chanson montre « [une] Beyoncé qui a du cran » mais qui suit toujours les « traces de puissance » de ses autres grand succès comme Single Ladies ou Crazy in Love de 2003. Jocelyn Vena de MTV News voit Run the World comme une « [chanson] insolante [avec] des paroles sur le pouvoir des filles et avec [un] appel aux clubs ». Elle écrit également que la chanson est forte et fière dans son message sans relâche, et que Beyoncé « est en train de clairement rallier des troupes de son côté » dans ce premier single de son prochain quatrième album studio.
Andrew Winistorfer de Prefix Magazine a estimé que certains auditeurs vont se considérer « comme trop cool pour Beyoncé », et donc ils vont agir comme « [ils] détestent ça avant même de l'avoir écouté ». Il a poursuivi en disant que Run the World lui rappelle Rihanna en 2004 et conclut en écrivant que ceux qui n'ont pas encore réalisé que les « femmes sont puissantes via une chanson de Beyoncé, ne l'appendront jamais ». Nick Minichind de VH1 salue la chanson sur plusieurs commentaires sur l'émancipation qui selon lui, « sont habilement tissées dans les paroles, sans se sentir à leur place ». Il écrit également que Run the World restaure la subjectivité propre des filles et que le pont montre une « Cléopâtre pratiquement capté par Beyoncé ». Jarett Wieselman du New York Post considère Run the World comme l'une des pistes les plus excitantes que Beyoncé a sorti. Sadao Turner du site web de Ryan Seacrest complimente l'utilisation dans la chanson de l'échantillon de l'accroche de Pon De Floor, tandis qu'il décrit la chanson comme un « feu d'artifice de club » et ses paroles comme « infectieuses ». Lewis Corner de Digital Spy apprécie Run the World et l'a décrit comme  « encore une autre révolution sur l'émancipation féminine qui est sûr de dominer les pistes de dance cet été ». Dans une autre critique du single, Robert Copsey qui écrit également pour Digital Spy, donne à la chanson quatre étoiles sur cinq et complimente les « rythmes truculents, les accroches hypnotisantes et les tambours militaires qui sont martelés implacablement quand Queen B déclare que c'est les « filles qui dirigent ces mecs » avec une conviction plus sympathique envers les femmes que Geri Halliwell à une convention des Spice Girls vers 1998 ». Il ajoute également que « [...] sans structure identifiable, l'échantillon super-branché et super ondulé de Pon de Floor de Major Lazer est libre d'errer comme bon lui semble ; et est ajouté à un rythme fort et dansant de club qui est agressif, vertigineux et farouche ».
Bill Lamb de About.com attribue à Run the World quatre étoiles et demi sur cinq, louant la manière dont le titre se gère de façon transparente pour s'adapter comme une progression naturelle dans la musique de Beyoncé qui date du travail classique avec Destiny's Child. Il remarque également que la piste est passionnante dans sa capacité de pousser encore plus loin dans l'exploration de l'artistique de Beyoncé et que « cela n'a jamais été manifeste comme une déclaration qui dit que les femmes, en fait, dirigent le monde ». Lamb conclut en écrivant que le rythme agressif et addictif de la piste et les mots sur le pouvoir des femmes sont suffisantes pour que la chanson se démarque parmi les sorties pop actuelles et que Beyoncé finit de séduire les auditeurs avec les paroles : « Ma persuasion peut bâtir une nation [...] ». Un journaliste de OK! écrit que seulement après quelques heures, Run the World est « devenu un élément permanent de nos playlists ». Il poursuit en disant que « [...]Au moment où nous écrivons, le refrain de Run The World (GIrls) de Beyoncé se rejoue dans nos têtes et nous détourne de tous ceux qui touchent pas à Beyoncé et la domination du monde. ». Kevin O'Donnell de Spin Magazine décrit la chanson comme un hymne vibrant au « girl power », qui ressemble à Single Ladies et If I Were a Boy de 2008. Il mentionne également que Run the World est plus bruyante que toute autre chanson à cause de ses « synth en ligne ondulée et au chant à vif ». Nadine Cheung de AOL Radio note que la chanson montre « un mélange solide » de tambours et de percussions africaines. Tom Breihan de Pitchfork écrit que Run the World est « comme dévoué aux femmes comme le titre vous pousse à l'attendre », et qu'il est « dirigé pour les pistes de danse » comme Beyoncé le veut dans la tradition de Get Me Bodied de 2007 et Single Ladies.
Run the World suscite des avis mitigées de la part de beaucoup de critiques qui, même s'ils félicitent Beyoncé pour prendre des risques, conviennent que la chanson est trop divergente par rapport à ses anciens disques. Dans sa critique de la chanson, Sal Cinquemani de Slant Magazine écrit « [Beyoncé] manque l'objectif du gros temps ici » et décrit la chanson comme « quelconque et idiote ». Elle complimente toutefois le pont de la chanson « qui comporte la chaleur de B, des harmonies gluantes et les paroles « Ma persuasion peut construire une nation » ». Bien qu'il salue la chanson pour son message exigeamment agressif ainsi que pour son rythme pour les clubs, Brad Wete de Entertainment Weekly note la poursuite des thèmes passés et écrit qu'il serait « apprécié » de voir Beyoncé « commuté de voies avec un peu de contenu sage [...] Elle est parfaitement capable de faire un album classique comme le génie et relatable The Miseducation of Lauryn Hill  de Lauryn Hill ». Adam Rosenberg du magazine Rolling Stone donne à la chanson trois étoiles et demi sur cinq et écrit que « de Independent Women à Single Ladies, le pouvoir des filles est depuis longtemps le premier des sujets de Beyoncé, et Run the World (Girls) est un retour cinglant à ce sujet. Elle abandonne les sons à la mode — pas de synthés Eurodisco ! — pour filer sur le rythme dancehall et féroce de Diplo et Switch. Le message est féministe, franc et festif. Mais avec [Lady] Gaga, Britney [Spears], Katy [Perry], Rihanna et Taylor [Swift] qui sont toutes en lice pour être la reine de la pop, vous pouvez parier que Beyoncé ne cherche pas à partager le trône. ». Maura Johnston de The Village Voice désapprouve le manque de structure dans Run the World en l'appelant « un peu rembourré, mais assez agréable ». Run the World reçoit une proposition pour la piste R&B/Hip-Hop à choisir pour les Teen Choice Awards 2011.

## Ventes
Run the World apparaît pour la première fois dans les classements aux Pays-Bas dans le Single Top 100 à la 60e place le 23 avril 2011. La semaine suivante, le single atteint la huitième position, sa meilleure. Seulement trois jours après sa sortie sur les plateformes de téléchargement, le single débute à la 18e place du UK Singles Chart le 24 avril 2011. Une semaine plus tard, il avance à la 11e position du classement et débute à la cinquième place du classement R'n'B. Après cela, la chanson dégringole dans le classement durant cinq semaines consécutives. Toutefois, elle rebondit de la 45e à la 23e position du classement du singles et de la 12e à la 6e le 29 mai 2011 grâce à la sortie du clip vidéo,. Le single débute dans le Canadian Hot 100 à la 40e place le 7 mai 2011. Paul Tuch de Nielsen Soundscan qualifie le début de la chanson comme « impressionnant » car le titre est sorti en milieu de semaine en digital et en radio. Il reste la meilleure entrée de Beyoncé en solo dans ce classement. Après avoir chuté dans le classement pendant trois semaines consécutifs, Run the World sort du classement le 28 mai 2011. Lors de la semaine qui s'est finie le 11 juin 2011, le single passe de la 60e à la 16e place du Canadian Hot 100 et devient le titre qui a le plus progressé dans le classement et en ventes digitales.
Dans les classements du 7 mai 2011, Run the World débute à la 23e place du classement Hot Digital Songs avec 77 000 exemplaires numériques vendues. Il débute également à la 33e position du classement américain Billboard Hot 100 et à la 65e place du classement Radio Songs avec 18 millions d'écoutes lors de cette même semaine. Également à cette même date, Run the World est la meilleure entrée dans le classement américain Hot R&B/Hip-Hop Songs en prenant la 41e place. La semaine suivante, le single enregistre une baisse de 39 % des téléchargements qui passe à 47 000 exemplaires, ce qui cause la chute de la chanson à la 39e position du classement Hot Digital Songs. En conséquence, il tombe à la 48e place du classement Hot 100 du 14 mai 2011. Run the World est également la meilleure entrée, en prenant la 37e position, du classement américain Pop Songs du 21 mai 2011. Le même jour, la chanson continue à descendre dans le Hot 100 en prenant la 65e place. Une semaine plus tard, le single entre à la 43e position du classement américain Hot Dance Club Songs, ce qui devient la dix-neuvième entrée de la chanteuse en solo dans ce classement. La même semaine, le single chute à la 76e place du classement Hot 100. Après avoir descendu dans le classement Hot 100 durant quatre semaines consécutives, Run the World gagne 26 places en passant de la 76e position à la 50e dans la semaine se finissant le 4 juin 2011. Ce mouvement est permis grâce à la ré-entrée de la chanson dans le classement à la 44e place grâce à la première mondiale de sa vidéo. La même suivante, le single prend la 29e position du classement Hot 100 qui est sa meilleure place puis il chute dans le Hot 100 dans les semaines qui suivent. Au 29 juin 2011, Run the World s'est vendu à 424 000 exemplaires numériques.
En Irlande, le single débute à la 11e position le 28 avril 2011, ce qui est la meilleure entrée de cette semaine et en France, Run the World débute à la 33e position avec 2 065 exemplaires vendues. Il prend plus tard la 12e place en France. Le 1er mai 2011, la chanson fait ses débuts à la 12e place en Australie et signe la meilleure entrée de la semaine et à la sixième position du classement urbain australien. Le lendemain, Run the World commence à la 21e position en Nouvelle-Zélande et signe également la meilleure entrée de cette semaine. Après avoir débuté en Australie et en Nouvelle-Zélande, Run the World commence à chuter dans les classements des deux pays. Toutefois, après la sortie du clip vidéo, le single rebondit de la 42e place à la 15e dans le classement australien des singles et atteint un nouveau pic en prenant la 4e place du classement urbain le 30 mai 2011,. La semaine suivante, il atteint sa meilleure position, la 10e, dans le classement des singles. De même, la première mondiale de la vidéo aide Run the World à ré-entrer dans le New Zealand Singles Chart à la 26e place le 23 mai 2011. La semaine suivante, il prend la 9e position, sa meilleure. Le 1er juillet 2011, la chanson devient numéro 1 du classement Billboard Dance/Club Play.

## Clip vidéo

### Genèse et développement
Le clip vidéo de Run the World est réalisé par Francis Lawrence qui avait déjà réalisé deux clips vidéos pour les Destiny's Child : Independent Women en 2000 et Emotion en 2001. Beyoncé a travaillé avec huit chorégraphes différentes dont Frank Gatson and Sheryl Murakami. La productrice exécutive derrière la vidéo est Missy Galanida.Les coulisses du clip vidéo montrent que la vidéo serait dense en chorégraphie et que Beyoncé est représentée en blonde Pompadour et en robe de haute couture Givenchy comme le montrent les photos du tournage de certaines scènes du clip dans le désert de Mojave en Californie,. Les autres scènes ont été filmés à Inglewood en Californie Des images du tournage ont été diffusées sur le net le 12 avril 2011 et montre la chanteuse debout dans une fumée et dans une zone de guerre post-apocalyptique en portant une tenue de gladiateur avec une couronne d'or et agite un drapeau rouge avec un logo "B". Elle est entourée de danseuses avec des jupes aux couleurs vives, couronnée de vestes noires de style militaire et des casquettes à visière. D'autres images montrent une armée de femmes posant contre une voiture ravagée taguée avec le mot « Révolution » et avec des posters du visage de Beyoncé derrière eux. Le 13 avril, plus d'images sont dévoilées et montre la chanteuse qui porte une robe jaune vif jumelé avec des bottes noires qui vont jusqu'au genou et des gants sur le sable. Le 20 avril 2011, un teaser du clip vidéo est sorti. Il commence avec une image d'aube derrière une clôture composée de barbelés qui est ensuite suivi par le mot « Révolution » peint en rouge sur une voiture en panne.Beyoncé apparaît alors sur un cheval noir solitaire,. La vidéo a exigé trois jours du tournage, du 11 au 13 avril 2011. Dans une interview avec MTV News, le réalisateur Francis Lawrence discute du clip vidéo plus en profondeur :

« Je viens de tourner une vidéo de Beyoncé au début de la semaine dernière, le lundi, mardi et mercredi, ce qui était amusant, et je n'avais pas fait une vidéo depuis 2009. Elle sera grande, elle sera probablement une des plus grands clips vidéo de Beyoncé jamais faites. Et, je peux dire que je pense que la chanson est incroyable. La chose Gaga m'a pris par surprise, parce que j'ai fait des vidéos durant probablement 15 années, et j'avais oublié ce que c'était que d'avoir une vidéo diffusée pour la première fois et à avoir à anticiper et le faire exploser. Et oui je l'espère la même chose pour Beyoncé, mais je ne sais pas si cela va arriver. C'est une chanson fantastique, alors j'espère vraiment que cette chanson va surprendre pour elle, et je pense que la vidéo va être vraiment amusante et cool et différente pour elle. »

Le 4 mai 2011, un second extrait de la vidéo de 20 secondes est révélé et montre une troupe de femmes qui sont représentes sur un terrain rural, toutefois Beyoncé n'apparaît pas réellement durant cet extrait. Un troisième extrait de la vidéo sort le 10 mai 2011 et montre la chanteuse debout devant une voiture en feu, sur un cheval, et en train d'assembler ses troupes pour la bataille dans le clip post-apocalyptique. Lors d'une soirée d'écoute privée qui a lieu le 12 mai 2011 pour le quatrième album studio de Beyoncé, elle offre à un groupe de fans sélectionnés, un aperçu de cinq chansons de son quatrième album studio ainsi que la vidéo officielle de Run the World (Girls), qui présenterait un lion marchant lors d'un numéro de danse et la chanteuse qui se tord dans le sable. a vidéo était prévue pour être diffusée le 13 mai 2011 à minuit une, cependant Vevo confirme via Twitter que la vidéo est retardée car Beyoncé « le perfectionne ». La vidéo est diffusée pour la première fois dans American Idol le 18 mai 2011.
Comme le déclare Billy John de Yahoo! Music, les thèmes militaires du clip de Run the World emprunte à la fois le film de 1979 de Tina Turner Mad Max et le clip vidéo de 1989 de Rhythm Nation de Janet Jackson. En plus, Beyoncé revient sur l'imagerie de certains de ses propres visuels classiques dont ceux de Crazy in Love en 2003, Baby Boy également en 2003 et de Déjà Vu de 2006. Sa garde-robe dans la vidéo varie d'une armure et d'une coiffe de grande prêtresse à de la lingerie et une couture balisée quand elle se prépare pour sa révolution féminine. En partant, Beyoncé est vue, portant une robe rouge et or brodé Alexander McQueen de la collection automne/hiver 2010 et des cuissardes de la même collection. Pour une chorégraphie dans le sable, elle porte une tenue noire frangée de Norma Kamal, suivie par une robe Givenchy dans une scène où elle se montre avec deux hyènes très imposants. Lors d'un plan inspiré des guerriers où Beyoncé semble prêt à faire la guerre au monde, elle est vêtue d'une robe noire découpée vue dans le défilé de couture printemps-été de Jean Paul Gaultier. Une très courte robe Gareth Pugh, brillante avec des paillettes d'or, et deux robes de Emilio Pucci - un vert citron avec un décolleté plongeant, et l'autre en vert émeraude avec une coupe asymétrique - complètent les tenues haute-couture. Beyoncé a embauché 242 danseurs et le groupe de danseurs kwaito du Mozambique, Tofo Tofo, pour apparaître dans la vidéo avec le duo français Les Twins. Le groupe apprend à Beyoncé quelques mouvements de dance africaine qui ont été ensuite incorporés dans la chorégraphie de la vidéo.
Pour la plupart de la chorégraphie, Beyoncé adopte une approche minimaliste, parfois en se concentrant sur un mouvement singulier qui accentue l'échantillon de Pon de Floor de Major Lazer avec un riddim rapide et dancehall. La chanteuse ouvre avec « un épaulement complexe et rebondissant de 20 secondes » tandis que d'autres danses se focalisent sur ses jambes, pieds et mains. Elle travaille même des mouvements de hip-hop de la fin des années 1980, de jazz, de rue et d'Afrique,. Comme l'indique l'équipe du Daily Mail, une partie de la chorégraphie de Run the World semble avoir été également inspiré de Riverdance, un spectacle théâtrale qui consiste à de la traditionnelle gigue irlandaise, remarquable pour ses mouvements de jambe rapides alors que le corps et les bras sont maintenus en grande partie d'une façon stationnaire. La séquence de danse énergique où laquelle Beyoncé et sa troupe de femmes intimident les membres du sexe opposé dans la vidéo, rappelle le spectacle de danse de Michael Flatley des années 1990 dans le sens qu'ils utilisent des mouvements de jambes rapides et de hauts coups de ciseaux similaires. Dans son clip vidéo de 2003 de Crazy in Love, le alors petit ami et actuel mari de Beyoncé Jay-Z jette un briquet sur le sol, ce qui provoque un incendie le long d'une piste d'essence sur une voiture. Cette scène est répétée dans le clip vidéo de Diva de 2009 où elle s'allume également un cigare et jette le briquet toujours allumé sur une voiture ce qui la fait exploser en flamme. Une scène semblable est également présente dans le clip de Run the World où une voiture explose quand Beyoncé chante,. Comme le déclare The Guardian, le clip vidéo du single rappelle aussi le travail du photographe sud-africain Pieter Hugo. Ses images d'« hommes hyènes » du Nigéria – des artistes de cirque itinérants avec des hyènes enchaînés – trouvent un écho dans une scène où Knowles tient deux hyènes avec des chaînes. Le travail d'un autre photographe, Ed Kashi, peut être aussi discerner dans les plans de buffalos, de Beyoncé qui danse dans le sable et des voitures qui brûlent. Dans une interview avec le New York Post, la productrice de la vidéo, Missy Galanida a expliqué que Beyoncé n'a jamais eu à tenir la hyène ae que personne ne pouvait être sur le plateau lorsque l'hyène a été filmé. Le réalisateur Francis Lawrence a gardé deux hyènes sur le plateau, mais en a utilisé qu'une, et il n'a pas fait porté de chaînes à cette hyène, malgré sa volonté de le faire car ils n'étaient pas autorisés à le faire. Galanida ajoute : « Ils sont en fait les animaux les plus durs à faire tourner, et les plus dangereux, vous devez donc être très prudent. Nous les avons en gros dupliqués et on a ajouté les chaînes. ».
La director's cut du clip est incluse dans la version deluxe de 4. La vidéo devait être disponible le 1er juillet 2011 mais a été divulgué avant sa sortie, le 29 juin 2011.

### Synopsis
La vidéo commence avec Beyoncé sur un cheval noir dans un champ désert. Elle danse ensuite sur l'intro de la chanson au sommet d'une voiture accidentée où il a le mot « Révolution » peint à la bombe dessus. Tout au long de l'intro de la vidéo, des scènes avec des hommes casseurs et des femmes mannequins sont entrelacés dans la scène. Un gros plan avec Beyoncé qui porte un casque d'or est aperçu avant qu'un zoom arrière révèle une armée entière de femmes et de lions à côté d'elle. Quand une armée d'hommes approche la chanteuse, elle commence à chanter et à danser avec deux danseurs. Au milieu du premier couplet, elle entre dans l'armée masculine et attaque différents hommes tout en le séduisant en même temps. Des scènes de Beyoncé qui agrippe deux hyènes enchaînés sont également incorporés dans la vidéo. Quand l'artiste chante le pont, elle se tient devant la voiture peinte à la bombe et elle porte une robe et des chaussures or métalliques. Quand le refrain commence, la voiture « Révolution » est la proie des flammes, ce qui provoque la chute au sol de l'armée masculine. Après des scènes de Beyoncé qui porte un pardessus noir soient vus, elle commence à danser avec son armée de femmes et elle porte la robe jaune qui est représentée sur la pochette de l'album, tandis que l'armée masculine jete des bombes de fumée sur les femmes ce qui cause une variété de fumées colorées qui entoure les femmes. La chanteuse est alors vue en train d'être sur le sable seule tout en portant un costume noir avec des trous découpées dedans. Cette scène est également représentée à l'envers quand Beyoncé effectue certaines tours dans la vidéo. Ensuite, elle danse à nouveau avec son armée féminine, cette fois avec de nombreuses autres femmes qui la rejoint en face de l'armée d'hommes. La vidéo se termine avec la femme qui s'approche de l'homme et montre Beyoncé qui arrache un badge de l'homme qui est en tête et qui le place sur elle-même.

### Réception
La vidéo est généralement acclamée par les critiques. Dans la nuit de la première diffusion de la vidéo, Rap-Up complimente Beyoncé qui démarre une « révolution de danse » et de plus favorise les « visuels fortement chorégraphiées » de Beyoncé et la « ménagerie d'animaux sauvages, la mode scandaleuse et les séquences de danse épiques ». Eric Hendersom de Slant Magazine est impressionné par la vidéo en écrivant : « Beyoncé s'enlève comme doué de peu de sentiments mais elle est comme une humaine cohérente et rationnelle dans la vraie vie. Trop pour une star de sa stature. Sa réserve de folie est loin d'être sans fond, et elle le semble pour sauver tout dans ses clips vidéos et je l'aime pour cela [...] [La vidéo est] impressionnante de façons désespérément décousus. ». Billy Johnson de Yahoo! Music écrit qu'« il se prosterne humblement devant la reine de Houston, Texas » après avoir regardé la vidéo. Il complimente ses costumes ainsi que la chorégraphie et continue en écrivant que Beyoncé dévoile « son plan de jeu magistral » dans la vidéo de Run The World (Girls). Il l'appelle également la meilleure vidéo de Beyoncé dans sa carrière de près de 15 ans. Johnson conclue en disant que « [...] même si la scénographie est convaincante, le vrai régal est la danse de Beyoncé.Beyoncé a toujours été une bonne danseuse. Run The World (Girls)est le vol de America's Best Dance Crew. [...] C'est rafraîchissant de voir Beyoncé, à ce stade de sa carrière,faire un retour incarnant la passion et la faim d'un nouvel artiste avec un tas de choses à prouver. ». Gina Serpe de E! Online commente que « pour tous ceux encore qui ont l'illusion que Beyoncé ne s'implique pas dans le business, eh bien, regardez juste la vidéo. Décrite par B elle-même comme « futuriste », « électronique » et « africain », la personne de 29 ans fusionne tout cela et plus dans un clip vidéo d'une cohésion remarquable. ». L'équipe de CBS News est également frappée et écrit : « Nous sommes arrivés à nous remettre à Beyoncé, elle a posé la bonne question : Qui va diriger le monde? Elle a la bonne réponse aussi… Les filles ! [...] Beyoncé a encore une vidéo canon qui souffle sur le web et nous ne pouvons pas blâmer une fille pour la mettre là-bas. ». The Huffington Post ajoute que Beyoncé a largement apporté les éléments qui ont fait de la vidéo de Single Ladies (Put a Ring on It) un « méga hit » : l'émancipation des femmes et une nouvelle danse de marque. Jarett Wieselman qui écrit pour le New York Post complimente la garde-robe de Beyoncé et la danse dans la vidéo en déclarant que « la couture est malade à mourir. Même chose pour le vrai pain et beurre de Beyoncé : la danse. De nouveaux mouvements, de formes et d'idées assurent les paroles « ma persuasion peut bâtir une nation » qui reste absolument vrais. ».
En affirmant que la « reine B revient pour réclamer son trône », James Montgomery de MTV News donne à la vidéo un avis positif en ajoutant que le message de Beyoncé dans la vidéo est aussi subtile qu'« un marteau-piqueur » et ajoute que son thème est comme un « hymne qui est propulsé à l'air comprimé ». Il salue en outre la vidéo en la décrivant comme « une chose grande, effronté, pleinement élaboré, des chorégraphies avec des déplacements branchés, des costumes haute-couture, une cinématographie grand écran et un ensemble cossu. ». Larry Fitzmaurice de Pitchfork dit que « un millier de danseurs de chambres de YouTube vont inonder Internet avec leurs propres reprises » dans un futur proche. Saluant la façon dont Knowles danse et bouge ses cheveux autour de ses danseurs dans la vidéo, Rolling Stone écrit que c'est « le dernier ajout au canon des vidéos dance pop avec une imagerie apocalyptique outrancière ». Nick Neyland de Prefix Magazine et un reporter de Popjustice sentent que Beyoncé a fait la meilleure vidéo pop de 2011. Popjustice choisit plusieurs scènes de la vidéo qui décrivent comme incroyables tandis que Neyland salue la vidéo pour son « extravagance à gros budget, son plein de costumes grotesques et ses chorégraphies ridiculement exagérés ». Brad Wete de Entertainment Weekly écrit que « avec tout le respect dû à ses contemporains, personne n'apporte comme Beyoncé en matière de mouvements—complexes, amusants et parfaitement exécutés. Les mouvements de Britney Spears sont tout sauf disparu. Et même si Gaga essaye, elle ne pouvait pas tenir une bougie à sa complice à deux reprises, en particulier dans Video Phone. ». Wete conclut en disant que la vidéo est certainement candidate pour la meilleure vidéo de danse de l'année jusqu'à présent. Sarah Anne Hughes de The Washington Post donne aussi un avis positif en complimentant comment Beyoncé utilise « la tactique non-violente de la danse pour combattre des méchants en tenue antiémeute. ». Elle mentionne aussi que l'alter ego de Beyoncé, Sasha Fierce, « est en pleine force car elle utilise une armée de femmes qui pivotent et qui se trémousse, son doigt du milieu et deux hyènes en laisse pour garder le contrôle d'une société post-apocalyptique. ». Ann Lee du Daily Metro sent que Beyoncé semble « sensationnelle » dans la vidéo et se réfère à la dance avec sa hanche qui bouge comme dans Bootylicious. Becky Bain de Idolator donne à la vidéo un avis positif en déclarant que le « clip épique » contient une chorégraphie qui « rivalise avec les mouvements de Single Ladies ».
Un reporter du Daily Mail se focalise sur le style de danse du clip : « [...] il est difficile d'imaginer que la star de Riverdance Michael Flatley serait un jour une source d'inspiration pour la chanteuse. Le phénomène de la danse irlandaise a apparemment donné un tout nouveau élan à Beyoncé qui a incorporé certains mouvements de jambe rapides et de coups de ciseaux élevés dans la vidéo [...] Il ne fait aucun doute que Beyoncé a apporté quelques nouveautés et a inspiré les mouvements de danse sur la table, et les fans du monde entier de Riverdancene sera pas en mesure de rater les tentatives de la chanteuse dans le style du jeu de jambes de Flatley. Les mouvements de Beyoncé dans Run the World (Girls) ne fera pas douter les étincelles de la danse tendance du monde entier. ». Bill Lamb de About.com sent également que la « danse est stellaire et remplie de nouveaux mouvements uniques ». L'équipe du magazine Billboard écrit que « Beyoncé fait un retour triomphal dans le clip vidéo élaboré pour son nouveau single Run the World (Girls) après la création de clips classiques pour Single Ladies (Put a Ring on It), Crazy in Love et Ring the Alarm. ». Arielle Loren de CLUTCH Magazine fait remarquer que « toutes les critiques féministes traditionnelles dans sa vidéo de Run the World (Girls) est juste un autre exemple de la déconnexion entre la théorie intellectuelle et la vie réelle. ». Elle poursuit en disant que la vidéo du single est un hymne pour les femmes contemporaines qui n'ont pas peur d'être « puissante, offensive, intelligente et sexy » et que presque chaque femme peut ressentir une certaine sorte d'émancipation à partir de la musique de Beyoncé. Elle conclut en écrivant : « Lorsque Beyoncé chante les filles qui dominent le monde avec une chorégraphie brisante influencée par la dance africaine et pivote les hanches, cela doit rappeler à toutes les femmes qu'il est acceptable de diriger cette « mother f***er » et encore apprécier nos seins, bouger les hanches, et de présenter notre multidimensionnalité (et sensualité) dans une voie publique. La vidéo de Beyoncé fournit un signal plus fort qui dit que les femmes ont besoin d'un nouveau mouvement. Pouvons-nous enfin déclarer la première, seconde et troisième vague féministe comme historique? La quatrième vague du féminisme est-elle enfin arrivée? ». Maura Johnston de The Village Voice est également positive en regardant la vidéo en affirmant que contrairement aux clips de Beyoncé pour Single Ladies (Put a Ring on It), Diva et Crazy in Love, celui pour Run the World (Girls) est « une affaire positive maximaliste [...] quoique le pouvoir d'une (certes bien fait) chorégraphie ».
En revanche, Nina Shen Rastogi de Slate sent que « à un moment où il y a beaucoup de révolutions réelles en cours, le « message » politique de la vidéo (qui semble être quelque chose comme « tenues féroces et des mouvements de danse tueurs = pouvoir ») semble un peu mince. Mais tout au moins, la vidéo splendide m'a vendu la chanson réelle. ». Le 20 juillet 2011, la vidéo reçoit trois propositions pour les MTV Video Music Awards 2011 dans les catégories de la meilleure vidéo féminine, de la meilleure chorégraphie et de la meilleure photographie.

## Interprétations en direct

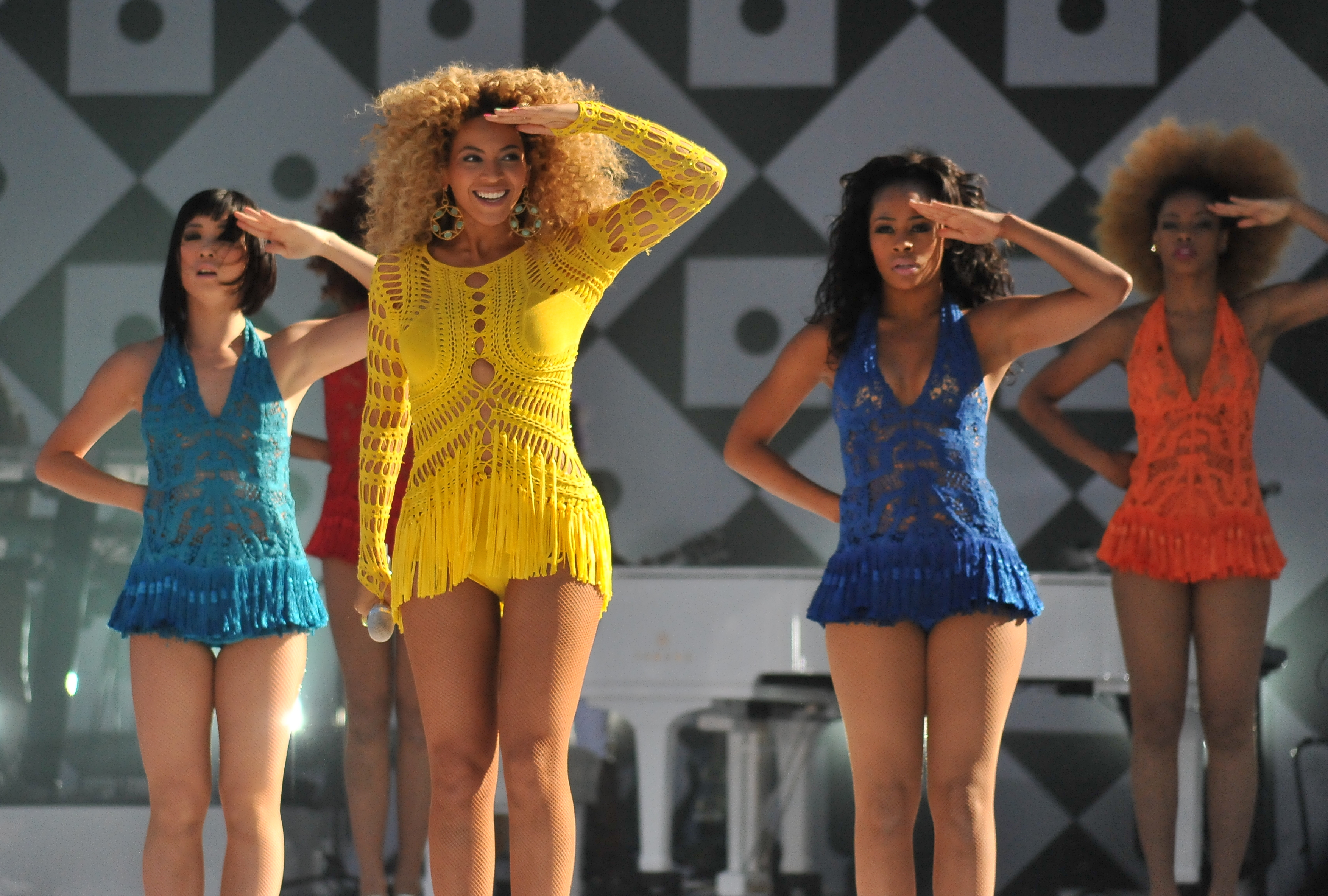
Beyoncé interprétant Run the World dans Good Morning America.

Beyoncé chante pour la première fois en direct Run the World le 17 mai 2011 dans Surprise Oprah! A Farewell Spectacular au United Center à Chicago. Elle porte un justaucorps en forme de smoking avec des talons rouges et est accompagné par 40 danseuses. Le spectacle est organisé pour commémorer la 25e et dernière saison du Oprah Winfrey Show. Des célébrités dont Madonna, Tom Hanks, John Legend, Dakota Fanning, Tom Cruise et sa femme Katie Holmes parmi d'autres sont également présentes. Beyoncé change les paroles du pont en chantant : « Oprah, ta persuasion peut bâtir une nation ». La foule est éclairée avec de la lumière bleue dans le stade quand Beyoncé court deux fois pendant la chanson tandis que l'invitée d'honneur Oprah Winfrey dance sur la chanson. Selon le Chicago Tribune, la chanteuse « a reçu les plus forts applaudissements » du spectacle.
Ensuite, Beyoncé interprète Run the World en direct et aux Billboard Music Awards à Las Vegas le 22 mai 2011 pour la première fois à la télévision. La prestation montre le plus souvent la chanteuse qui interagit avec des projections vidéos futuristes qui sont projetés derrière elle sur la scène. La prestation s'ouvre avec la tête d'un tigre qui rugit. Ensuite, la chanteuse apparaît, vêtue de ce qui semble une « robe « toile d'araignée » métallique ». Elle reçoit ensuite plusieurs battements d'ailes et commence à danser en face d'un tableau aléatoire d'images abstraites avant qu'une mer d'oiseaux descendent du haut de l'écran. Des duplicatas de la chanteuse suivent simultanément tous les pas de danse qu'elle fait. Elle prend ensuite des baguettes virtuells et joue de la caisse claire qui est matérialisé sur la projection. Finalement, 100 danseuses apparaissent pour danser collectivement sur Run the World. Beyoncé reçoit d'abord de nombreux éloges de sa prestation des fans, des critiques et des célébrités. Cependant, certains controverses apparaissent le lendemain, concernant la prestation qui ressemble à certains moments à celle de la pop star italienne Lorella Cuccarini qu'elle réalisait en février 2010 au 60e Festival de Sanremo qui a lieu en Italie.
Kenzo Digital, qui a passé un mois pour créer la vidéo interactive de Beyoncé, dit à Yahoo! News que les images du concert de Lorella n'est qu'une partie de l'inspiration pour la prestation de Beyoncé : « [Les artistes Cuccarini] sont impressionnants et aussi ils font un travail incroyable, mais il y a beaucoup d'inspirations différentes pour où notre morceau provient.[...] C'est juste un écran blanc uni. C'est une technique dans l'art de la vidéo depuis les années [19]80s en termes de projection frontale et de choses interactives. Ça a vraiment rien de nouveau. Ce n'est même pas une nouvelle technologie. C'est juste un incroyablement simple et impressionnant dispositif de narration, et avec une interprète comme Beyoncé cela devient incroyablement puissant. ». Beyoncé répond plus tard à la controverse en déclarant qu'elle était au courant de la prestation de Cuccarini. Elle a été inspirée par cette prestation après l'avoir vu sur Internet : « Ma maquilleuse m'a montré la prestation de Lorella Cuccarini il y a un an, et elle m'a tant inspiré. J'ai ensuite rencontré les gens de talent qui ont travaillé avec elle. La technologie et le concept étaient si génials. Elle a été inspirée après la découverte sur Internet de la prestation de Cuccarini. Merci à Dieu pour YouTube ou je n'aurais jamais été exposé à quelque chose de si inspirant. Je n'ai jamais travaillé si dur sur quelque chose dans ma vie que sur cette prestation pour les Billboard Awards. ».
Durant la tournée promotionnelle de Beyoncé en Europe, elle chante dans plusieurs festivals et fait seulement un nombre limité d'apparitions à la télévision. Elle interprète la chanson à un concert à Nice en France le 20 juin 2011,. Une semaine plus tard, Beyoncé arrive au Royaume-Uni pour clore le Glastonbury Festival 2011 le 26 juin 2011 et Run the World est l'avant-dernière chanson du concert de 90 minutes juste avant Halo. Beyoncé est également la seule artiste féminine à être en tête d'affiche sur la scène en pyramide depuis plus de vingt ans. Beyoncé retourne ensuite en Francevoyage en Europe pour la promotion et chante Run the World avec un groupe live dans Le Grand Journal en juin 2011,. Run the World est chanté en direct par la chanteuse le 28 juin 2011 dans le X Factor français. Elle revêt une robe de style roman blanche de soirée. Au milieu de la chanson, elle monte sur la table des juges et danse. Elle revient plus tard dans l'émission pour chanter le second single de l'album, Best Thing I Never Had. Le 1er juillet 2011, elle donne un concert gratuit dans Good Morning America dans le cadre de ses Summer Concert Series, pour laquelle elle portait une robe à crochet jaune, des talons aiguilles en or et des cheveux bouclés et broussaille comme Tina Turner. Le concert inclut Run the World et un journaliste de Rolling Stone trouve l’exécution de la chanson « carrément frénétique »,.

## Liste des pistes
- Téléchargement[150]

1. Run the World (Girls) (Single Version) : 3:56

## Crédits et personnel
| - Afrojack : écriture - Diplo : écriture - DJ Swivel : enregistrement - Serban Ghenea : mixage - John Hanes : ingénieur mixage - Beyoncé Knowles : chant, écriture, coproduction | - The-Dream : écriture, production - Vybz Kartel : écriture - Phil Seaford : assistant mixage - Switch : écriture, production - Shea Taylor : coproduction - Pat Thrall : enregistrement - Pete Wolford : assistant ingénieur mixage |

Source:

## Classements et certifications
| Classement (2011)               | Meilleure position |
| ------------------------------- | ------------------ |
| Australie                       | 10                 |
| Australie (Urbain)              | 4                  |
| Belgique (Néer.)                | 14                 |
| Belgique (Fr.)                  | 5                  |
| Canada                          | 16                 |
| République tchèque              | 47                 |
| Danemark                        | 27                 |
| Pays-Bas (Top 40)               | 25                 |
| France                          | 12                 |
| Allemagne (Musique urbaine)     | 2                  |
| Irlande                         | 11                 |
| Italie                          | 20                 |
| Japon                           | 6                  |
| Nouvelle-Zélande                | 9                  |
| Norvège                         | 9                  |
| Portugal                        | 5                  |
| Roumanie                        | 74                 |
| Écosse                          | 9                  |
| Slovaquie (Diffusion)           | 30                 |
| Corée du Sud                    | 2                  |
| Espagne                         | 21                 |
| Suisse                          | 22                 |
| Royaume-Uni                     | 11                 |
| Royaume-Uni (R'n'B)             | 5                  |
| Billboard Hot 100               | 29                 |
| Billboard Hot Dance Club Songs  | 1                  |
| Billboard Hot R&B/Hip-Hop Songs | 30                 |
| Billboard Pop Songs             | 37                 |

| Pays             | Certification |
| ---------------- | ------------- |
| Australie        | Platine       |
| Canada           | Platine       |
| États-Unis       | Platine       |
| Nouvelle-Zélande | Or            |
| Belgique         | Or            |
| Royaume-Uni      | Argent        |

## Dates de diffusion en radio et historique des sorties
| Pays       | Date          | Format                         |
| ---------- | ------------- | ------------------------------ |
| Monde      | 21 avril 2011 | Téléchargement                 |
| Australie  | 21 avril 2011 | Radio mainstream               |
| États-Unis | 26 avril 2011 | Radio mainstream               |
| États-Unis | 26 avril 2011 | Radio urban                    |
| États-Unis | 26 avril 2011 | Radio urban adult contemporary |